# Antsiafabositra
Antsiafabositra is een plaats en commune in het noordwesten van Madagaskar, behorend tot het district Maevatanana, dat gelegen is in de regio Betsiboka. Tijdens een volkstelling in 2001 telde de plaats 8.328 inwoners.
De plaats biedt naast lager onderwijs ook middelbaar onderwijs aan. 70 % van de bevolking werkt als landbouwer, 15 % houdt zich bezig met veeteelt en 10 % verdient zijn brood als visser. Het belangrijkste landbouwproduct is rijst; andere belangrijke producten zijn bananen, maniok en raffia. Verder is 5% actief in de dienstensector.